# 쿠루프

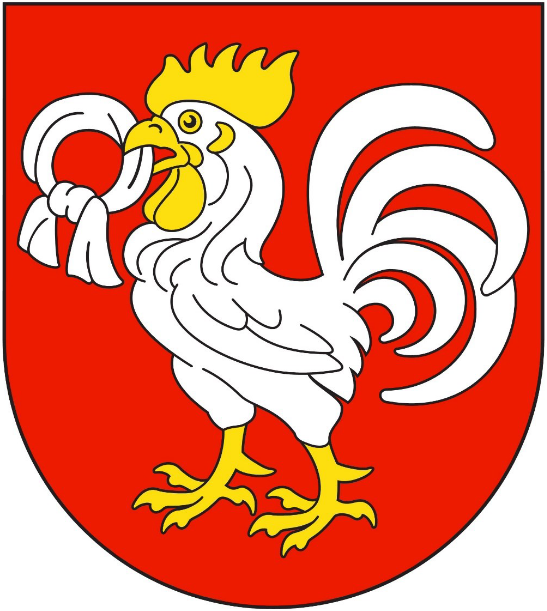
문장

쿠루프(폴란드어: Kurów)는 폴란드 동부 루벨스키에 주에 있는 도시이다. 푸와비와 루블린 사이에 있으며 쿠루프카 강에 접해 있다. 주민은 1만2,811명이다.
1431년과 1442년사이에 세워졌다.